# Strumień (miasto)
Strumień (niem. Schwarzwasser, cz. Strumeň) – miasto w województwie śląskim, w powiecie cieszyńskim, siedziba władz gminy miejsko-wiejskiej Strumień.
31 grudnia 2024 r. miasto miało 3 542 mieszkańców.

## Położenie

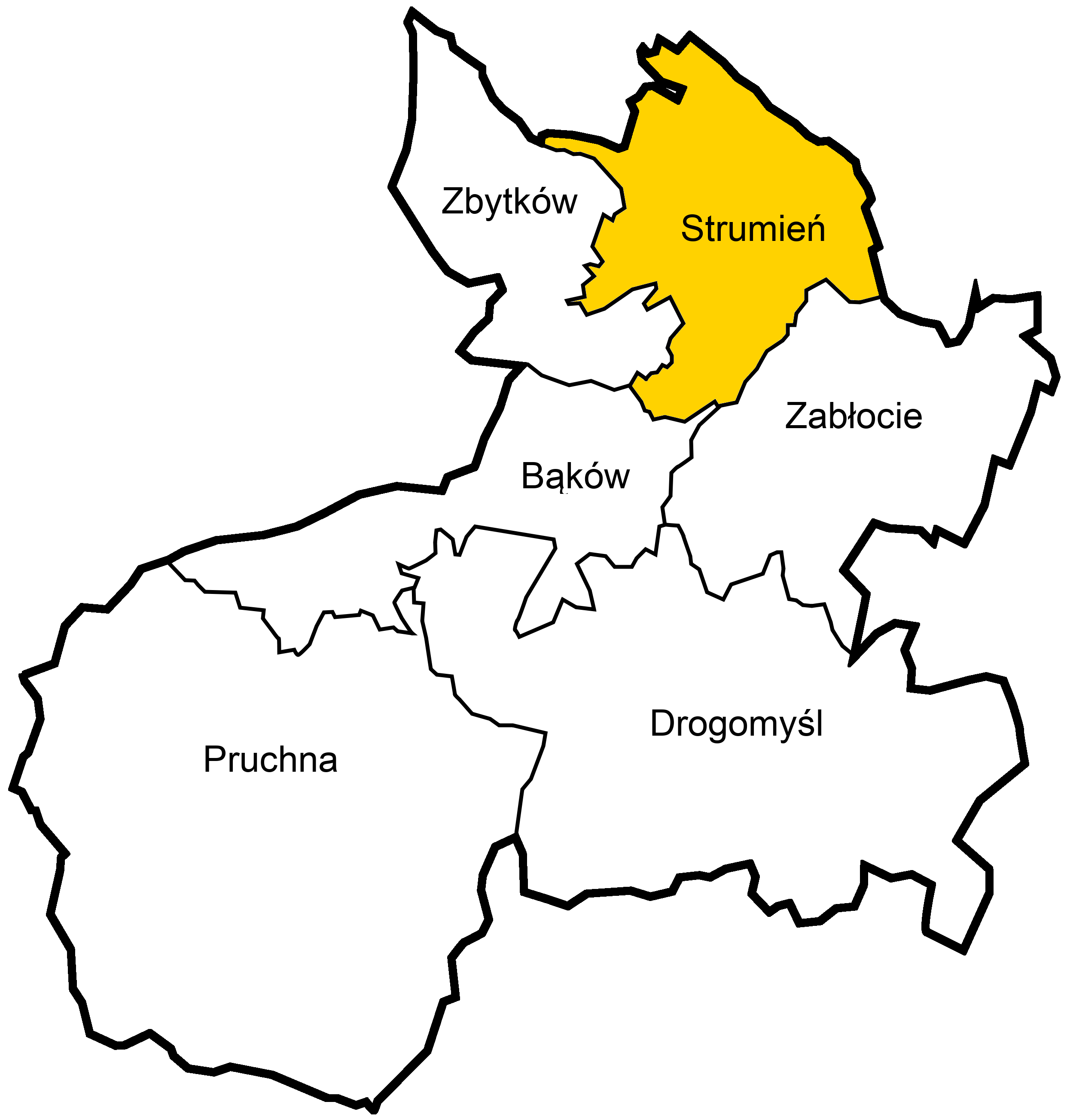
Miasto Strumień na mapie gminy

Miasto leży w historycznych granicach regionu Śląska Cieszyńskiego, geograficznie zaś leży w regionie Dolina Górnej Wisły, będącej częścią Kotliny Oświęcimskiej.
Miasto położone jest w południowej części województwa śląskiego w powiecie cieszyńskim nad Wisłą u ujścia kanału Strumień i Knajka. Miasto leży w bezpośrednim sąsiedztwie Jeziora Goczałkowickiego. W okolicy, na obszarze gminy Strumień i Chybie znajdowała się duża ilość bagien, stawów i terenów podmokłych, przez co tereny te zostały nazwane Żabim Krajem. Strumień jest jedną z najbardziej wysuniętych na północ miejscowości na Śląsku Cieszyńskim.

## Historia

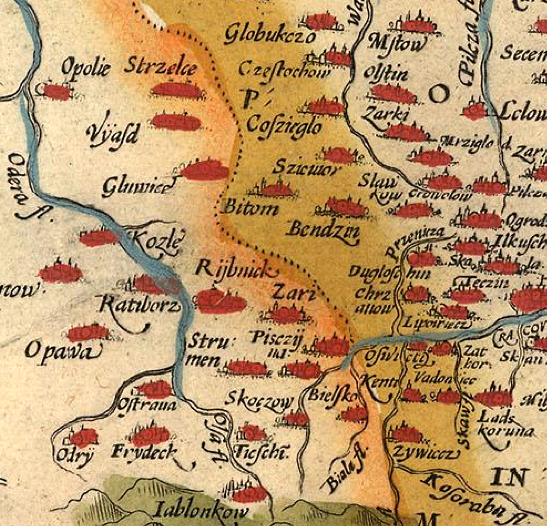
Strumień jako Strumen na mapie Wacława Grodzieckiego z 1592 roku.

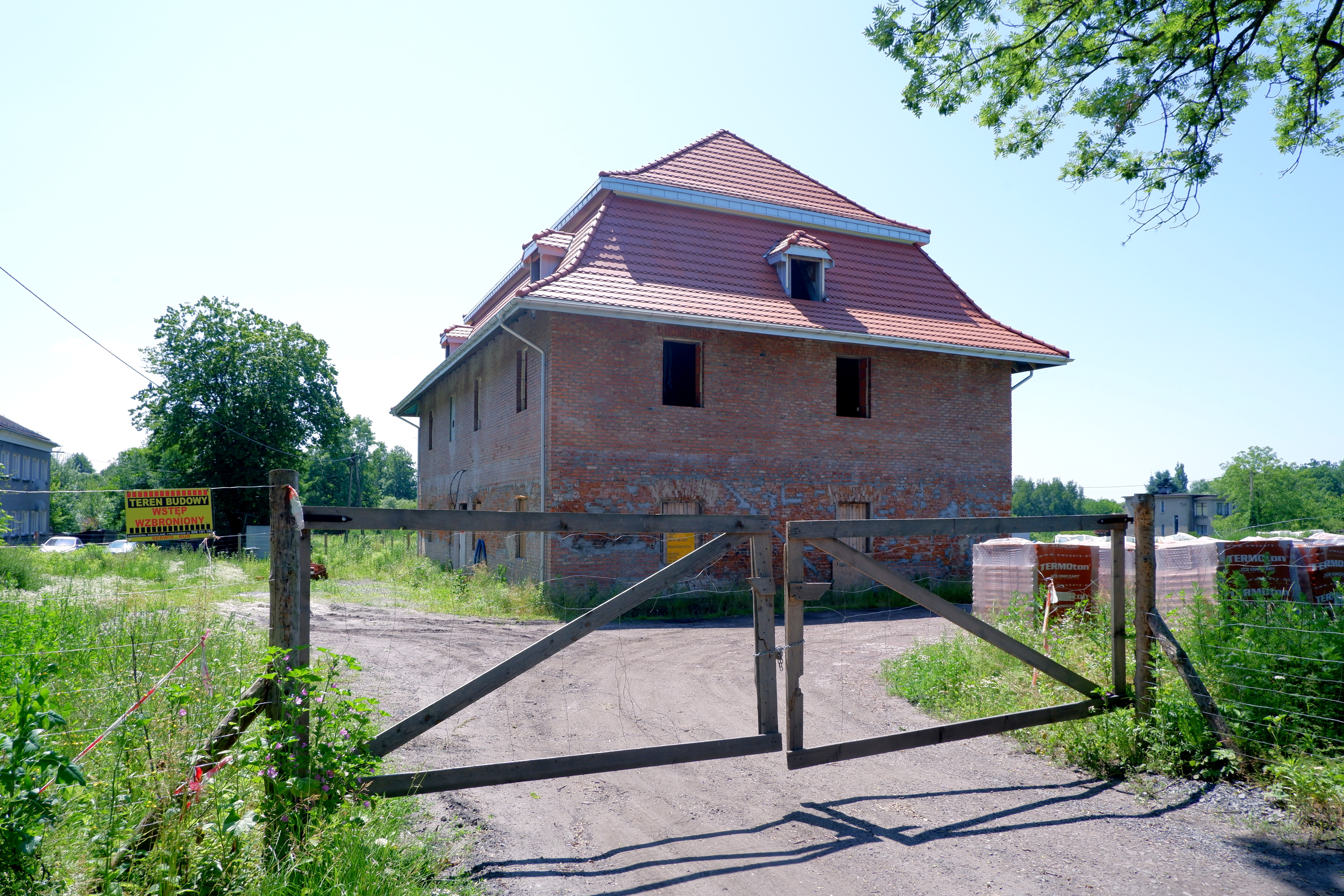
Zamek w Strumieniu (2025)

Nazwa miejscowości pochodzi od dziś zanikłego potoku wzmiankowanego po raz pierwszy 25 października 1293 r. w dokumencie wydanym przez księcia raciborskiego Przemysława w którym podarowuje on Wojanowi, dzierżawcy dworu w Pawłowicach dodatkowe 30 morgów położonych pomiędzy Bziem, Golasowicami aż po Czarny Strumień. Do śmierci księcia Władysława opolskiego w 1281/1282 obszar ten znajdował się w granicach księstwa opolsko-raciborskiego, jednak w 1290 r. powstało nowe księstwo cieszyńskie, zaś nowa granica między księstwem cieszyńskim a raciborskim przebiegła w ten sposób, że obszar Strumienia pozostał najprawdopodobniej w granicach księstwa raciborskiego, a pobliskie Zarzecze cieszyńskiego. Od 1327 r. oba księstwa stały się lennem Królestwa Czech. Rozwojowi osady sprzyjał lokalny szlak handlowy z Cieszyna do Pszczyny, jednak taki przebieg granicy (najpewniej na Wiśle) powodował liczne spory o przeprawę i cło, jak np. pomiędzy książętami cieszyńskimi Przemysławem i Bolesławem a Janem I (Hanuszem) raciborskim. Sama wieś Strumień wzmiankowana została po raz pierwszy w 1407 jako Swarczenwassir. Wieś była wówczas w posiadaniu rodu Korniców, również właścicieli Wisły Niemieckiej, a prawdopodobnie również Zarzecza. Pierwszy znany przedstawiciel tej rodziny w 1409 r. Hanusz Pentlat podpisał się vom Swarczenwasser, a następny Piotr Pyntleth w 1414 r. jako de Swartzwasser. Następnie Strumień stał się własnością niejakiego Sobka z Kornic (1430–1446) i Machny Ogrodzieńskiej (1450–1480), który w 1450 r. podpisał się z Strumienie. 20 lutego 1454 r. w liście Jana prymasa i arcybiskupa gnieźnieńskiego mowa jest o tutejszym kościele (lub kaplicy), opisanym jako stary i niszczejący, dlatego też arcybiskup wzywał do budowy nowej świątyni. Podległy był parafii w Wiśle Niemieckiej, a więc znajdował się w granicach diecezji krakowskiej. W oparciu o ten list za zgodą biskupa krakowskiego Zbigniewa Oleśnickiego wybudowano we wschodniej (dolnej) części Strumieniu kościół pw. św. Krzyża, uznawany za pierwszy kościół parafialny Strumienia.
W 1480 r. okręg pszczyński ze Strumieniem znalazł się pod panowaniem Kazimierza II – księcia cieszyńskiego, ten z kolei podarował je swojemu marszałkowi Mikołajowi Brodeckiemu, który był w jego posiadaniu do swojej śmierci w 1518. Pod panowaniem Brodeckiego dotychczasowa wieś wkrótce otrzymała prawa miejskie (1482) oraz podstawowe prawa i przywileje (1491). Prawdopodobnie za jego rządów miejscowa parafia przeszła do diecezji wrocławskiej. Dlatego, że kościół Świętego Krzyża był w złym stanie Mikołaj Brodecki wystarał się o budowę nowego kościoła. Pozwolenie wydał 12 maja 1495 r. biskup wrocławski Jan IV Roth. Nowy drewniany kościół parafialny miał wezwanie św. Barbary, jego budowę ukończono w 1498 r. Zatwierdzenie praw miejskich przez króla Władysława Jagiellończyka w 1503 r. pozwoliło na używanie pieczęci i herbu. W 1517 r. książę cieszyński sprzedał okręg pszczyński, przy czym Strumień pozostał już w księstwie cieszyńskim. Organizowane były tu cotygodniowe targi, oraz dwa razy do roku jarmark. Dostał też zezwolenie na budowę murów obronnych, jednak nigdy do tego nie doszło. Dzięki położeniu na skrzyżowaniu szlaków handlowych: z Krakowa do Moraw i z Raciborza do Bielska miasto nieustannie rozwijało się. Dodatkowo w okolicznych miejscowościach hodowano duże ilości ryb (pierwszy staw rybny w Strumieniu powstał w 1416 r.), które sprzedawane były nawet do dalekiego Wrocławia i Krakowa. Natomiast w samym mieście licznie osiedlali się rzemieślnicy.
Rozwój miasta został częściowo zahamowany przez klęski żywiołowe. Pożar w 1572 r. prawie doszczętnie zniszczył miasto, którego odbudowa ciągnęła się 30 lat. Spokój trwał zaledwie 20 lat, gdyż już w 1623 r. miasto dopada zaraza, później liczne powodzie (1678–1680), a w 1688 r. ponownie pożar, o wcale nie mniejszej sile niż poprzedni. Brzemienne w skutkach były także wojna trzydziestoletnia i prześladowania luteran za czasów Habsburgów. W XVIII w. nastały wojny śląskie, które poza oczywistymi stratami materialnymi spowodowały też oddzielenie Śląska Cieszyńskiego od Górnego Śląska granicą państwową, przez co przestały też istnieć dotychczasowe szlaki handlowe. W 1793 r. miasto znów zniszczone zostało przez pożar. Warto jednak zaznaczyć, że mimo tylu klęsk, liczba ludności wciąż wzrastała: w 1790 r. miasto miało 1300 mieszkańców. Aby ograniczać zniszczenia powodowane przez ogień pod koniec XVIII w. zaczęto budowę wielu murowanych budynków. Na skutek protestów mieszkańców, w połowie XIX w. władze miasta nie zgodziły się na budowę przez Strumień linii Kolei Północnej, co nie polepszyło położenia prowincjonalnego miasteczka. Dopiero w 1911 r. Strumień doczekał się połączenia kolejowego (wąskotorowego) z Chybiem, mającego cechy tramwaju parowego.

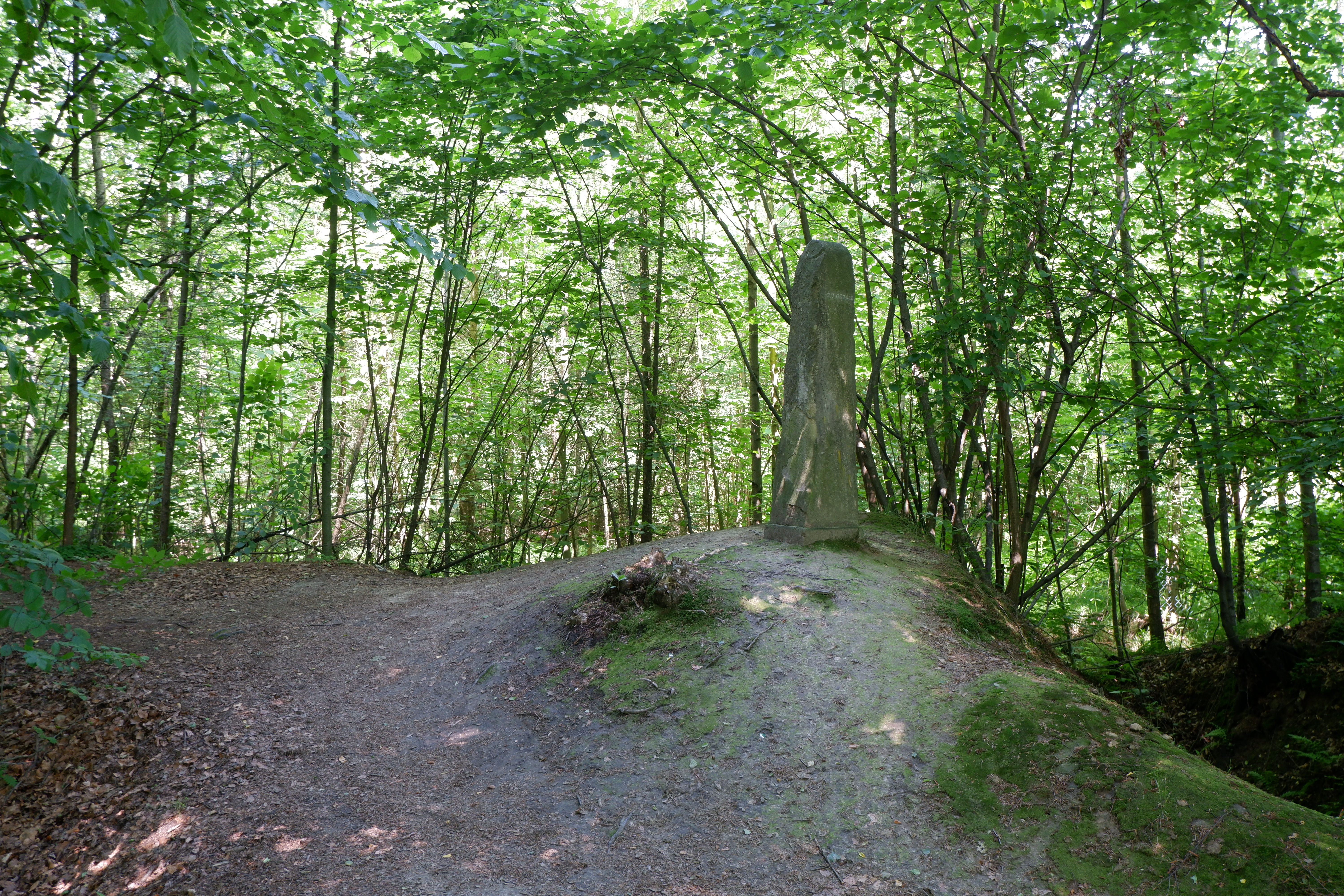
Zachowany słup graniczny prusko-austriacki

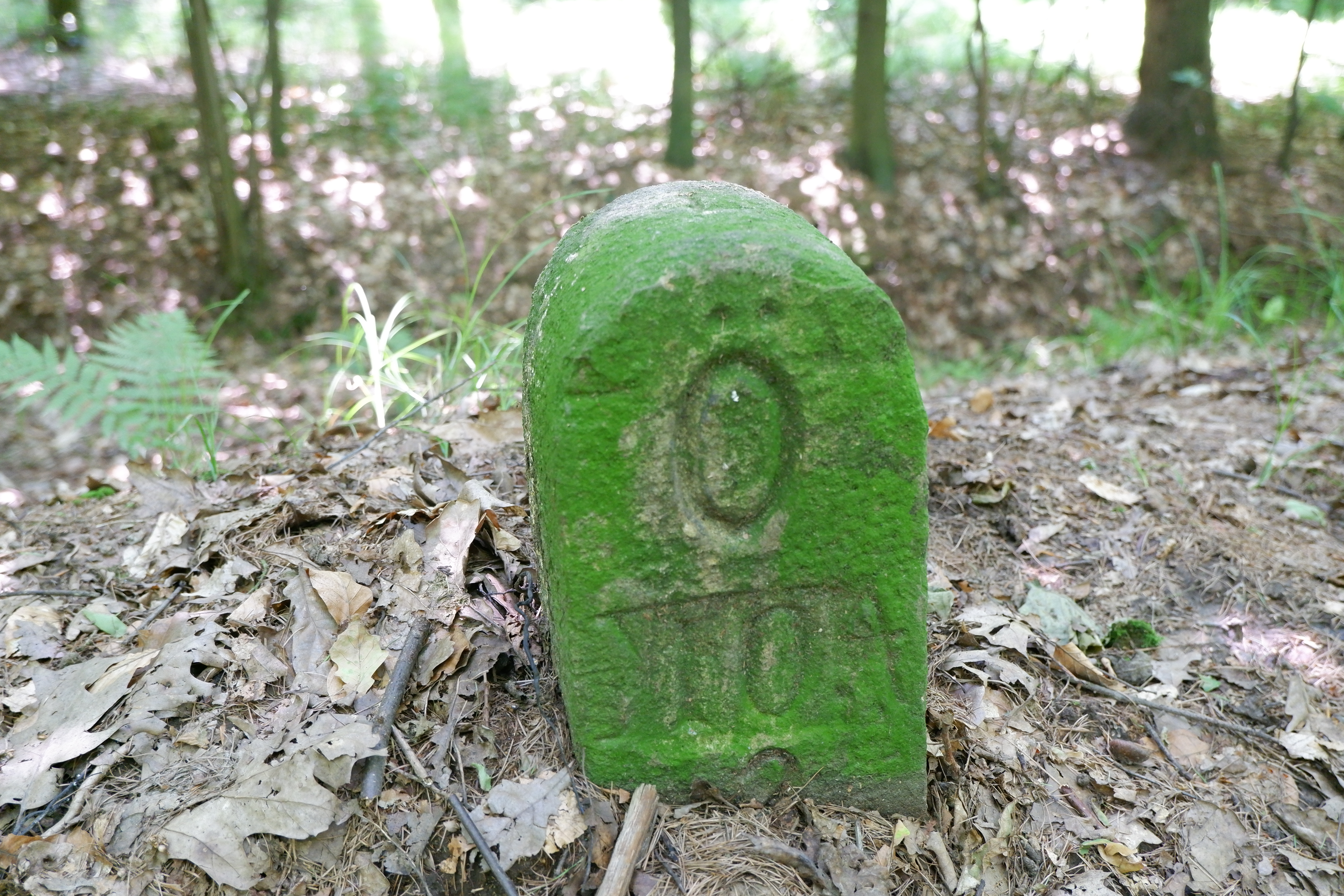
Zachowany kamień graniczny prusko-austriacki (widok od strony austriackiej)

Według austriackiego spisu ludności z 1888 r. w 180 budynkach w Strumieniu mieszkało wówczas 1655 osób (930 mężczyzn oraz 725 kobiet) z tego 1598 mieszkańców było katolikami, 23 ewangelikami, a 17 wyznawcami judaizmu, 1256 było polsko-, 347 niemiecko-, a 12 czeskojęzycznymi. Kolejny spis z 1900 r. notował, że w 183 budynkach w Strumieniu na obszarze 925 hektarów mieszkało 1505 osób, co dawało gęstość zaludnienia równą 162,7 os. /km². z tego 1431 (95,1%) mieszkańców było katolikami, 20 (1,3%) ewangelikami, a 54 (3,6%) wyznawcami judaizmu, 905 (60,1%) było polsko-, 497 (33%) niemiecko-, a 9 (0,6%) czeskojęzycznymi. Do 1910 r. liczba budynków wzrosła do 212, zaś mieszkańców do 1579, z czego 1484 (94%) było katolikami, 28 (1,8%) ewangelikami, 67 (4,2%) żydami, 824 (54,5%) niemiecko-, 681 (45%) polsko-, a 8 (0,5%) czeskojęzycznymi.
Po zakończeniu I wojny światowej tereny Śląska Cieszyńskiego, na których leży miejscowość, stały się obiektem sporu pomiędzy Polską i Czechosłowacją. W 1918 roku na bazie Straży Obywatelskiej miejscowi Polacy utworzyli lokalny oddział Milicji Polskiej Śląska Cieszyńskiego. W Strumieniu powołano 13 kompanię dowodzoną przez ob. Staronia, a później ppor. Wieliczka, która podlegała dowództwu III baonu milicji w Bielsku.
We wrześniu 1918 r., na dwa miesiące przed odzyskaniem przez Polskę niepodległości, powstało Towarzystwo Śpiewacze „Lutnia”. Inicjatorem była grupa nauczycieli szkoły powszechnej pod przewodnictwem Jana Orszulika, imieniem którego nazwano później stowarzyszenie działające do dziś. W miejscowości działało również regionalne gniazdo Towarzystwa Gimnastycznego „Sokół” w Cieszynie, propagujące sport oraz gimnastykę .
W okresie międzywojennym Strumień, jako miasto polskie, był jednym z najbiedniejszych miast przedwojennego województwa śląskiego. Sytuacji nie zmieniło wybudowanie tartaku ani rozbudowanie cegielni. Podczas II wojny światowej, na początku 1945 r., wokół miasta trwały jedne z najbardziej zażartych walk pomiędzy Armią Czerwoną a Wehrmachtem na Górnym Śląsku i Śląsku Cieszyńskim. Zniszczenia będące wynikiem II wojny światowej były na tyle wielkie (85% zniszczeń), iż podważano sensowność odbudowy miasta. Po wojnie starano się zmienić sytuację ekonomiczną w mieście, jednak budowa zbiornika Jeziora Goczałkowickiego podwyższyła wymagania wobec gospodarki ściekowej nowo tworzonych fabryk, które przez to zaniechały umiejscawiania swoich placówek w mieście.
W 2011 r. władze miejskie przygotowały projekt nowego dwupolowego herbu przedstawiającego pół czarnego orła śląskiego na pierwszym polu oraz błogosławiącą postać św. Barbary na drugim, co nawiązuje do pierwszego herbu z 1503 r., ale stało się przedmiotem kontrowersji.

## Zabytki
Główne zabytki Strumienia to:
- Strumieński rynek

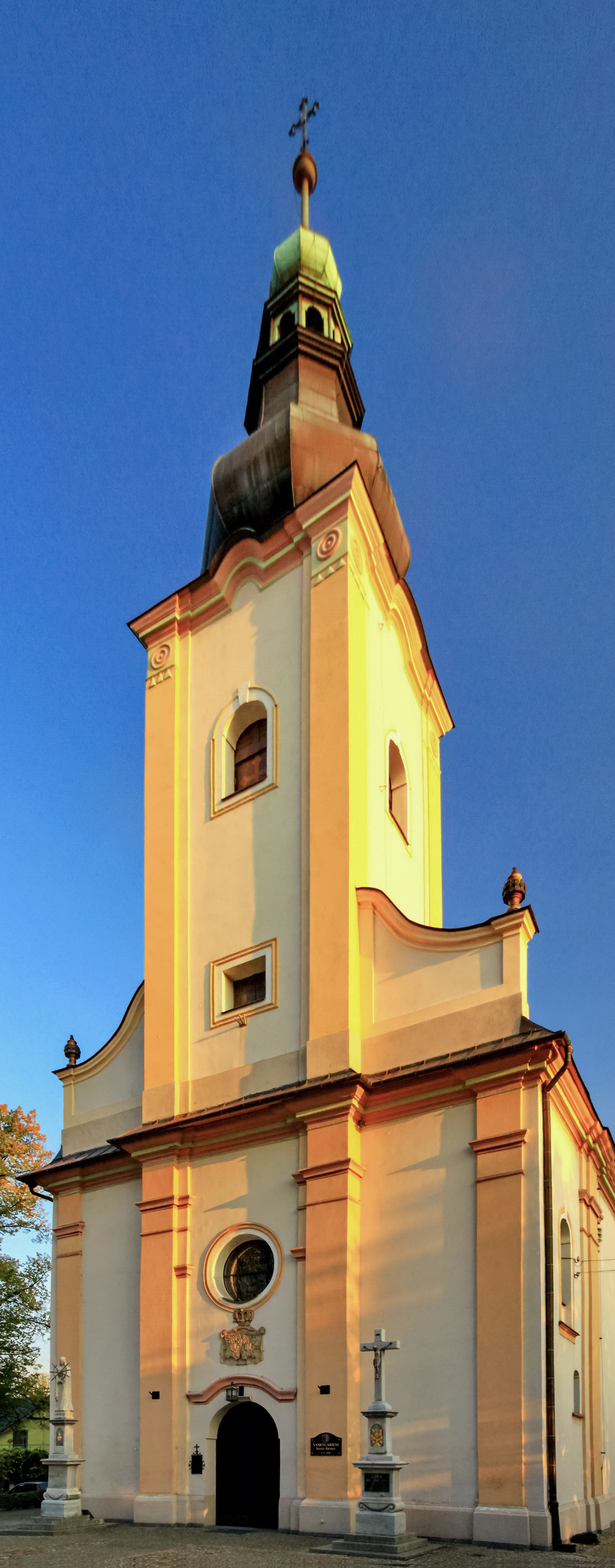
Barokowy kościół Św. Barbary

- rokokowy ratusz z 1628 roku (rozbudowany na początku XIX w.)
- barokowe kamieniczki mieszczańskie (przebudowane w XIX w.)
- kościół św. Barbary wybudowany w latach 1789–1793
- Posąg Matki Boskiej na słupie z 1866 r.
- Dwór z XVIII w.
- Karczma przy ul. Londzina z XIX w.
- Pomnik więźniów oświęcimskich – ofiar „marszu śmierci” z 1963 r.
- Zamek

Pełna lista zabytków:

## Demografia
Liczba mieszkańców
- 1619 – 660
- XVIII w. – 1300
- 1790 – 1130
- 1900 – 1505
- 1907 – 1402 (w tym 905 Polaków i 497 Niemców)
- 1910 – 1484
- 1921 – 1600
- 1939 – 2100 (90% Polaków)
- 2007 – 3461
- 2021 – 3632

Struktura płci i wieku
Piramida wieku mieszkańców Strumienia w 2014 r.:

## Gospodarka

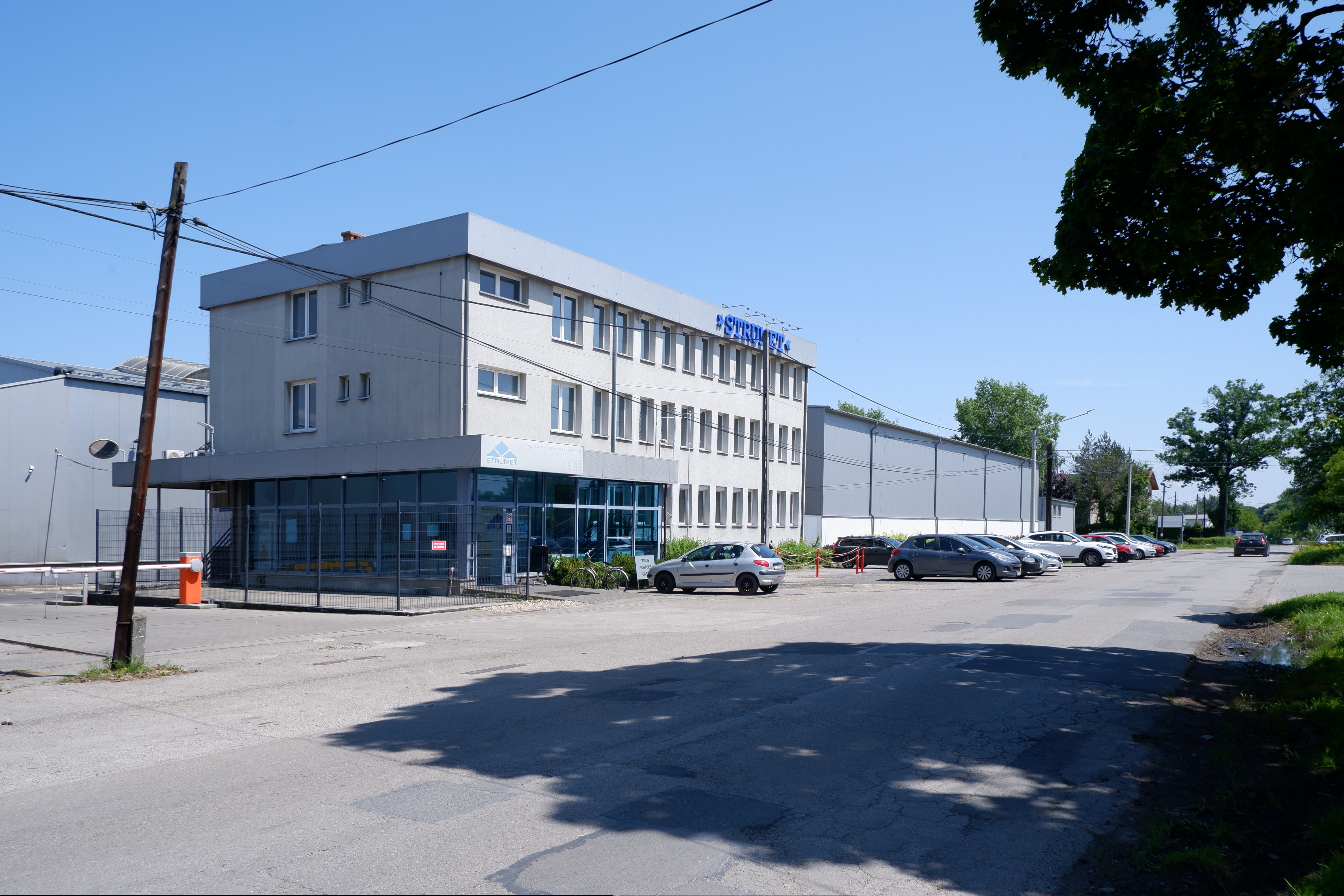
Zakład Wyrobów Metalowych „Strumet”

Strumień jest jednym z najmniejszych miast województwa śląskiego. Liczące 3600 mieszkańców miasto jest lokalnym ośrodkiem przemysłowym. Na terenie miasta i gminy rozwija się głównie rolnictwo i turystyka, związana z bliskością ośrodków turystycznych Beskidów, oraz przebiegiem ważnych szlaków drogowych. W mieście istnieje piekarnia, składy budowlane, spółdzielnia mieszkaniowa, Gminna Spółdzielnia „Samopomoc Chłopska”, Przedsiębiorstwo Prefabrykacji Betonów „Befabet”, Zakład Wyrobów Metalowych „Strumet”, Zakład Gospodarki Komunalnej i Mieszkaniowej, firmy: Wesob, Orka, Ledan, F.H.U Decor. Istnieją stacje benzynowe, punkty usługowe i serwisowe, istnieją filie banków: Spółdzielczego w Jasienicy i PKO BP.
Wraz z sąsiednią gminą Chybie, Strumień jest jednym z największych ośrodków hodowli karpia i pstrąga w Polsce.
W Strumieniu działa najstarszy salon fryzjerski w Polsce. Jan Chudy, który uczył się fachu w Wiedniu otworzył salon przy strumieńskim rynku w 1901 r.
Strumień jest gminą typowo rolniczo-turystyczną. Największe znaczenie ma tutaj uprawa roślin okopowych, zbóż oraz rzepaku. Istnieje na tym terenie ponad 900 gospodarstw rolniczych. Wysoce rozwinięte rolnictwo, nowoczesne gospodarstwa oraz intensyfikacja produkcji rolniczej powoduje to że strumieńskie gospodarstwa dostarczają płodów wysokiej jakości.

## Kultura

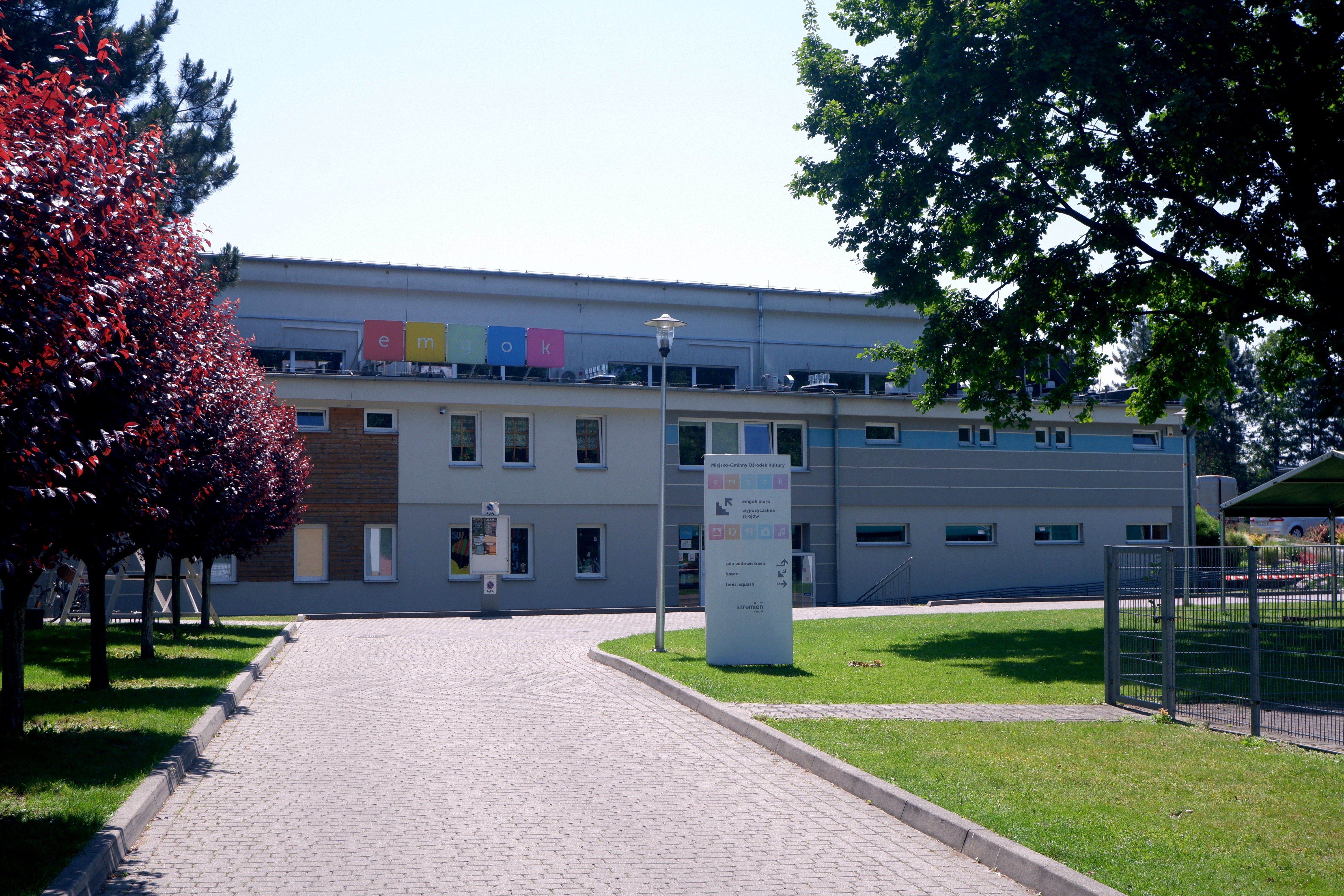
Miejsko-Gminny Ośrodek Kultury

Głównym podmiotem organizującym życie kulturalne w gminie Strumień jest Miejsko-Gminny Ośrodek Kultury w Strumieniu. Instytucja zarządza dziewięcioma obiektami (siedziba emgoku przy ul. Młyńskiej 14, sześć świetlic, Punkt informacji Turystycznej, Izba Regionalna im. Emilii Michalskiej).
Głównym celem działalności kulturalnej Miejsko-Gminnego Ośrodka Kultury jest rozpoznawanie i rozbudzanie potrzeb kulturalnych środowiska, kształtowanie wzorów aktywnego uczestnictwa w kulturze, prowadzenie różnorodnych form edukacji kulturalnej odbywającej się na terenie całej gminy oraz wyrównywanie szans w dostępie do kultury również za pośrednictwem wchodzących w jego skład sześciu świetlic, umiejscowionych w każdej miejscowości gminy.
Ważnym aspektem działalności instytucji jest pierwiastek edukacyjny. Odbiorcy mają więc okazję spotkać się z wykonawcami prezentującymi różne style w muzyce – od popularnych, młodzieżowych, poprzez jazz, po muzykę klasyczną. Kolejną propozycją jest prezentowanie odmiennych kultur (kultura żydowska, ukraińska, japońska itp.) oraz muzyki różnych stron świata. Ośrodek proponuje wiele różnorodnych działań, warsztatów, wycieczek itp., które adresowane są do odbiorców w każdym wieku. Utrzymuje również stały kontakt z miejscowymi artystami.
Strumieński ośrodek kultury istnieje od 1983 roku. Kilka lat temu przeprowadził się do pięknej, nowoczesnej siedziby. Dzięki tym sprzyjającym okolicznościom, dyrekcja i pracownicy emgoku  rocznie przeprowadzają około 100 imprez (samodzielnie lub poprzez pomoc innym podmiotom). Organizują i wspierają działalność ponad 30 grup, stowarzyszeń, zespołów, które mają na Młyńskiej 14 swoje siedziby, ćwiczą, spotykają się. Wspierani są technicznie, personalnie, a nie raz i finansowo. Wraz z uczestnikami działań świetlicowych, to grupa około 1 000 osób, co w liczącej niewiele ponad 12 tys. mieszkańców gminie jest dobrym wynikiem. Na przestrzeni lat do Strumienia zawitały wielkie gwiazdy m.in. Stanisław Sojka, Anna Maria Jopek, De Mono, Magda Umer i MUMIO, Kuba Badach, Mela Koteluk, Czesław Mozil, Voo Voo, Lemon, Abradab, Happysad, Strachy na Lachy, Lao Che, Teatr Wierszalin z Supraśla, ZPiT Śląsk, Artur Andrus i wiele innych.
Od 2018 roku w podziemiach Urzędu Miejskiego działa Galeria Pod Ratuszem będąca miejscem wystaw, wernisaży i spotkań. Swoje prace prezentują tam lokalni twórcy, ale również zagraniczni artyści. 
Strumień ma duże osiągnięcia w zakresie tradycji śpiewaczych. W mieście istnieją dwa chóry: Chór Szkoły Podstawowej i Gimnazjum „Canzonetta” w Strumieniu oraz Towarzystwo Śpiewacze „Lutnia”. Pierwsze z nich zostało założone w 1932 r. przez Fryderyka Króla, ówczesnego dyrektora szkoły. Towarzystwo Śpiewacze „Lutnia” swymi tradycjami sięga 1918 r. Wtedy to grupa nauczycieli szkoły powszechnej pod kierownictwem Jana Orszulika założyło Chór Mieszany. Obydwa chóry strumieńskie należą do grona najbardziej utytułowanych chórów w Polsce. Są one laureatami wielu nagród i wyróżnień na arenie krajowej i światowej. Strumieńskie chóry występowały m.in. w krajach takich jak: Austria, Węgry, Czechy, Niemcy, Francja czy Słowacja. Chóry gościły także występując na antenie telewizji ogólnopolskich oraz ogólnopolskich rozgłośni radiowych.
W Strumieniu urodził się reżyser Janusz Kidawa (1931-2010), twórca m.in. filmów: Pejzaż horyzontalny, Grzeszny żywot Franciszka Buły i Sprawa się rypła.

## Wspólnoty wyznaniowe
- Kościół Ewangelicko-Augsburski w RP:
  - miejscowi wierni Kościoła Ewangelicko-Augsburskiego należą do parafii w Drogomyślu[21][22]
- Kościół rzymskokatolicki:
  - parafia św. Barbary[23]
- Kościół Wolnych Chrześcijan:
  - zbór w Strumieniu[24]

## Transport
Niedaleko miasta przebiega droga krajowa nr 81 (na krótkim odcinku przecina również granice administracyjne miasta) łącząca Beskid Śląski z Górnośląskim Okręgiem Przemysłowym (Katowice – Harbutowice), przez miasto przebiegają również: droga wojewódzka nr 939 (Pszczyna – Strumień) oraz droga lokalna do Jasienicy przez Chybie.
W mieście jest stacja kolejowa Strumień na linii 157 (Pawłowice Śląskie – Skoczów), obsługiwana w dni wolne od pracy przez jedną parę połączeń Kolei Śląskich. Mieszkańcy Strumienia mogą dojechać do Bielska-Białej busem firmy Linea Trans.

## Współpraca międzynarodowa
Miasta i gminy partnerskie:
- Czechy, Pietwałd
- Czechy, Domasłowice Dolne
- Czechy, Szonów
- Słowacja, Dolný Hričov

## Sport i rekreacja

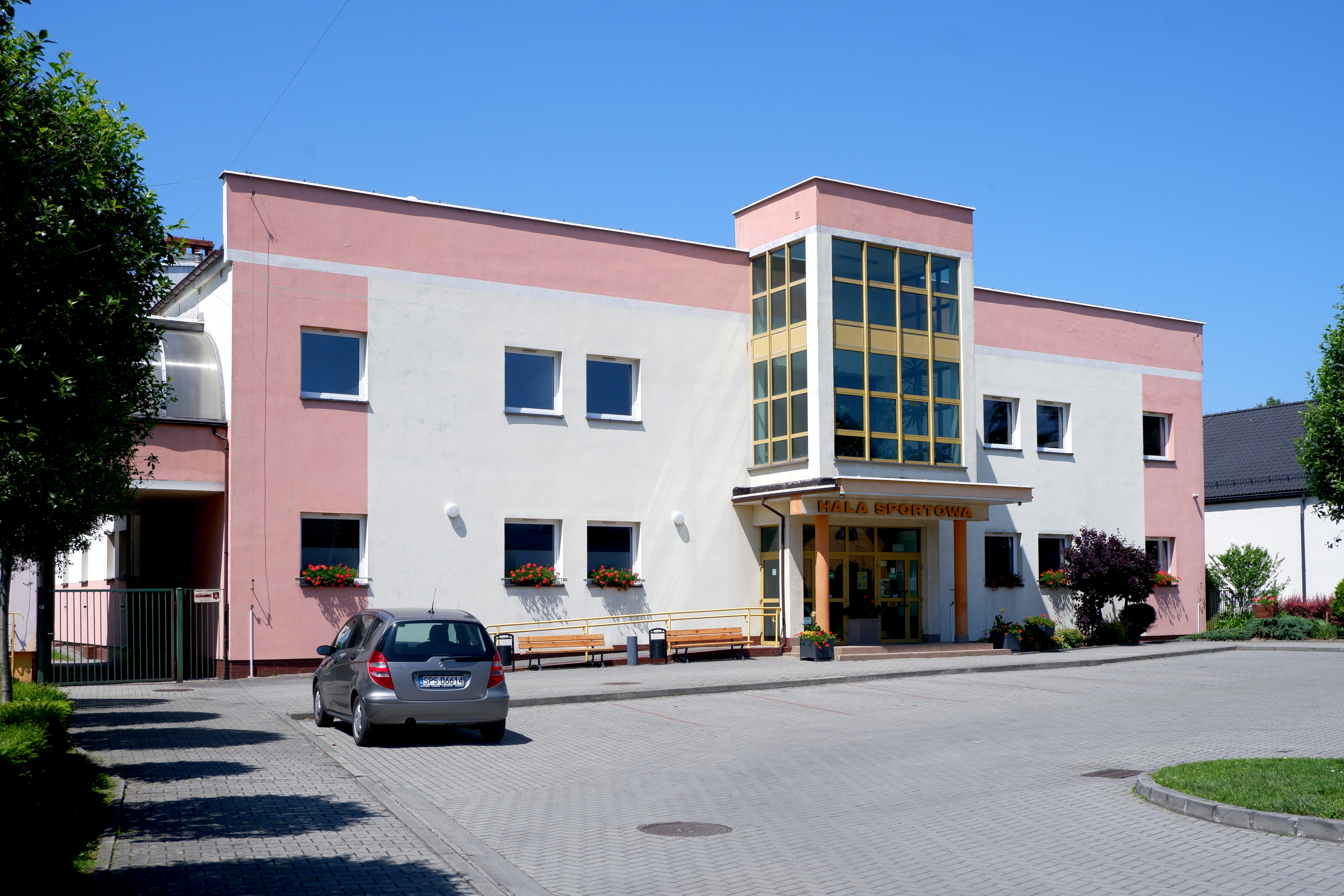
Hala sportowa przy Szkole Podstawowej im. Powstańców Śląskich

W okresie międzywojennym w miejscowości funkcjonowało regionalne gniazdo Towarzystwa Gimnastycznego „Sokół” w Cieszynie, które propagowało sport oraz gimnastykę .
Obecnie w Strumieniu istnieje Ludowy Klub Sportowy „Wisła Strumień”, który posiada dwie sekcje: piłki nożnej oraz szachową. Sekcja piłki nożnej rozgrywa mecze w klasie Okręgowej. Klub organizuje wiele mistrzostw, w których odnosi sukcesy. Są to: Mistrzostwa Ziemi Cieszyńskiej, Mistrzostwa Powiatu Cieszyńskiego, Turniej Żabiego Kraju, Turniej Młodzików.
Początki sekcji szachowej datuje się na 1987 r.
W mieście istnieje także koło wędkarskie Polskiego Związku Wędkarskiego, hala sportowo-widowiskowa oraz basen kąpielowy.